# Usia claripennis
Usia claripennis är en tvåvingeart som beskrevs av Macquart 1840. Usia claripennis ingår i släktet Usia och familjen svävflugor. Inga underarter finns listade i Catalogue of Life.